# 와쿠쓰촌
와쿠쓰촌(涌津村)은 이와테현 니시이와이군에 설치되었던 촌이다.

## 연혁
- 1889년 4월 1일 - 정촌제 시행과 함께 니시이와이군 와쿠쓰촌이 성립하였다.
- 1955년 1월 1일 - 하나이즈미촌, 나가이촌, 유시마촌, 오이마쓰촌, 히카타촌이 합병해 하나이즈미정이 성립하였다.

## 교통

### 철도
- 일본국유철도
  - 도호쿠 본선 - 역없음